# Wowoni

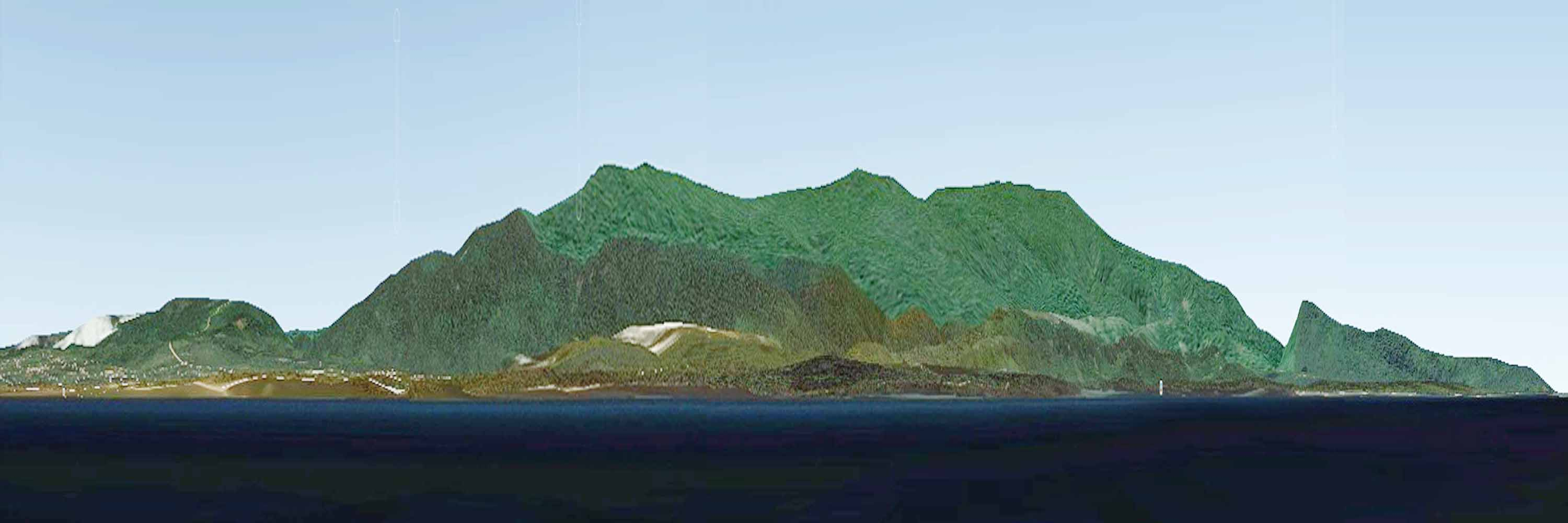
Wawonii

La Isla Wowoni o  Wawonii (en indonesio: Pulau Wowoni o Pulau Wawonii) es una isla de Indonesia situada en el mar de Banda, frente a la península sureste de Sulawesi o Célebes.
Administrativamente,  Wawonii forma una kecamatan en el kabupaten Konawe de la provincia de Célebes Suroriental. Dispone de diversos recursos naturales tanto en tierra como en el mar, también hay varios lugares de interés y que forman parte de la vida comunitaria Wawonii. Un ejemplo son las zonas de recreo en la isla como la playa Wawonii Kampa.
El wawonii, un lenguaje bungku-tolaki, se habla en la isla.